# Electracma
Electracma là một chi bướm đêm thuộc họ Tortricidae.

## Các loài
- Electracma hemichroa Meyrick, 1906